# Gian Bundi
Gian Bundi (* 26. Oktober 1872 in Berlin; † 26. Dezember 1936 in Bern) war ein Schweizer Märchensammler und ‑herausgeber, Journalist und Musikkritiker. Er ist einer der bedeutendsten Märchensammler und -herausgeber Graubündens, fürs Engadin ist er mit Abstand der bedeutendste und bekannteste (siehe Werkverzeichnis am Ende dieses Artikels).

## Leben
Gian Bundi kam am 26. Oktober 1872 als zweites Kind der Catharina Bundi geb. Giovanoli und des Christian Georg Bundi in Berlin zu Welt. Mit seiner um vier Jahre älteren Schwester Nina verbrachte er dort seine Kindheit. 1879 erwarb sein Vater in Stettin Bäckerei und Café, welche der Familie Jenny (aus Bever GR) gehört hatte. In der Folge übersiedelte die Familie Bundi von Berlin an die Kleine Domstrasse nach Stettin. Gian Bundi wuchs zweisprachig auf. Zu Hause in der Familie wurde Puter gesprochen, sonst Deutsch.
In Stettin besuchte Gian Bundi die Grundschule und das Gymnasium. Am 14. Oktober 1892 immatrikulierte er sich an der Georg-August-Universität in Göttingen für Philologie mit Schwerpunkt auf geschichtlichen Vorlesungen im Sommersemester und linguistischen im Wintersemester. Ein Jahr später ging er für ein Semester (WS 1893/94) an die Friedrich-Schiller-Universität Jena. Hier schrieb er sich für historische Vorlesungen, Psychologie und italienische Grammatik (bei Wilhelm Cloetta) ein, dies mit grosser Wahrscheinlichkeit, um mit seinem Professor Romanisch sprechen zu können. Von Jena zog Gian Bundi weiter an die Ruprecht-Karls-Universität Heidelberg (SS 1894 bis SS 1895, rechtshistorische und juristische Vorlesungen), dann an die Rechts- und staatswissenschaftliche Fakultät der Universität Zürich (WS 1895/96 bis SS 1897) und zum Schluss an die Universität Bern, wo er vom WS 1897 bis zum SS 1899 als Jusstudent immatrikuliert war.
Nach Abschluss seiner Studien zog Gian Bundi nach Chur, um sich beim Freien Rätier das «Rüstzeug eines Pressemannes» zu erwerben. 1901 folgte er dem Ruf von Chefredaktor Michael Bühler und wechselte nach Bern zum Bund. Dass Bühler keinen Unbekannten zu sich in die Redaktion geholt hat, beweisen kleinere und grössere Artikel, die ab dem 16. Dezember 1900 im sog. Sonntagsblatt, der «belletristisch-litterarischen Sonntags-Beilage» des damals noch täglich zweimal erscheinenden Bundes erschienen. Beim Bund bildete er mit Michael Bühler und Georg Luck zusammen das Bündner Trio, das während der ersten drei Jahrzehnte des 20. Jahrhunderts die Berner Kunstszene massgeblich beeinflusste.
1919, nach einer Neuorganisation des Bernischen Orchestervereins, wurde ein ständiger Sekretär nötig, und man berief Gian Bundi – nunmehr anerkannter Musikkritiker – auf diesen Posten. In der Folge trat er 1919 beim Bund als zeichnender Redaktor zurück, blieb aber bis zu seinem Tod Mitarbeiter der literarischen Redaktion unter der Leitung von Hugo Marti und verfasste von nun an praktisch nur noch Theater- und Musikkritiken, denen ein hoher Wert beigemessen wurde. Sein ganzes Interesse galt der Musik, insbesondere der klassischen, aber auch der Volksmusik. Dafür, dass er ein sehr guter Klavierspieler gewesen sein muss, gibt es einige wenige Hinweise. So erwähnt der Musikwissenschafter Edgar Refardt in seinem Nekrolog:
«Er hat weder Musik noch Musikwissenschaft studiert, und es mag ihm auch einmal ein musikgeschichtlicher Lapsus passiert sein bei der Abfassung eines Konzertberichtes. Aber er war jederzeit in der Lage, am Klavier das von ihm Gesagte zu demonstrieren, weil er sein Wissen vom Kunstwerk aus diesem selbst, aus den Noten erworben hatte, und wo es die Detailforschung verlangte, da hat er es an philologischer Genauigkeit nicht fehlen lassen.»
Einen anderen Hinweis gibt die Tatsache, dass Gian Bundi mit der Sopranistin Erika Hellmüller (1891–1982) gelegentlich Konzerte in verschiedenen ausländischen Städten, in Deutschland, Holland, in Belgien und in anderen Ländern, vor begeisterten Auslandschweizern gab. Und es gab keinen Liederabend, ohne dass nicht auch ein paar rätoromanische Lieder gesungen worden wären.
Gian Bundi engagierte sich stark in der Förderung junger Schweizer Musiker. Das geschah einerseits über seine Kritiken, andererseits konnte er ihnen durch seine Funktion als Sekretär des Bernischen Orchestervereins die Möglichkeit schaffen, in Konzerten aufzutreten; manchmal aber ging es auch so weit, dass er ihnen direkt Geld zukommen liess.
Am 1. Juli 1920 verstarb seine Mutter, am 21. Juli 1921 auch sein Vater. Danach verlobte sich Gian Bundi mit Bernhardine Rollier aus Nods (Kanton Bern). Ihre Hochzeit fand am 17. Mai 1922 in Bern statt. Die Ehe blieb kinderlos. Ein Herzleiden machte Gian Bundi immer mehr zu schaffen und zwang ihn ins Bett, wo er von seiner Frau, aber auch von seiner Cousine Augusta Hartmann-Cavegn (1877–1953), die extra dafür aus dem Engadin nach Bern gekommen war, bis zu seinem Tod in der Nacht vom 26. auf den 27. Dezember 1936 gepflegt wurde. Mit seiner Cousine hatte er ein sehr enges und gutes Verhältnis. Als Jugendliche weilte sie einmal bei ihm in Stettin, wurde aber ihrer dunklen Haare wegen mit der damals in Norddeutschland vorhandenen Judenfeindlichkeit konfrontiert, was ihr sehr zu schaffen machte. Ihr Sohn, Theodor Hartmann, später Architekt in Chur, war sein Patenkind.
Aus der Todesanzeige ist zu erfahren, dass Gian Bundis Schwester Nina – sie war depressiv – zu diesem Zeitpunkt in der psychiatrischen Klinik Waldhaus in Chur-Masans weilte. Diese Tatsache war wohl der Hauptgrund dafür, dass Gian Bundi das elterliche Haus in Bever verkaufen musste, um ihren Aufenthalt dort finanzieren zu können, denn die Bundis hatten, wie das damals in wohlhabenderen Schichten in der Schweiz der Fall war, vermutlich keine Krankenversicherung. Der Verkauf des elterlichen Hauses in Bever traf ihn hart, denn er wollte immer seinen Lebensabend im Engadin verbringen und in Engadiner Erde begraben werden.

## Märchensammlungen
Vermutlich in den 90er Jahren des 19. Jahrhunderts hat Gian Bundi 17 Märchen und eine Legende, die zum Teil in Bever im Hause seiner Tante Anna Cavegn-Giovanoli (1842–1923), der Zwillingsschwester seiner Mutter, erzählt wurden, niedergeschrieben und veröffentlicht. Dies erfolgte zuerst in den Annalas da la Societad Retorumantscha (Jahrbuch der rätoromanischen Gesellschaft) zwischen 1901 und 1906 (Bd. 15, 16, 18 und 20) in Puter und eine Auswahl davon (nur Märchen von Nann’Engel) sowohl in Deutsch in den beiden Bänden der Engadiner Märchen (ohne Jahr, vermutlich 1901/1902; Illustrationen: Giovanni Giacometti) wie auch in Puter in den Parevlas Engiadinaisas (ohne Jahr, vermutlich 1901; Illustrationen: Giovanni Giacometti).
Obwohl die meisten der von Gian Bundi niedergeschriebenen Märchen von seiner Tante Anna Cavegn-Giovanoli erzählt worden sind, wird als eigentliche Erzählerin eine Anna Engi, genannt Nann’Engel (Bever, 1803–1873) angegeben. Sie muss eine hervorragende Erzählerin und Unterhalterin gewesen sein, so dass sie – als eine Art erste professionelle Märchenerzählerin überhaupt – an den Winterdonnerstagen im Hause Muralt in Bever ihre Märchen (es sollen gegen 50 gewesen sein) erzählen durfte und dafür entschädigt wurde. Von den 17 oben erwähnten Märchen stammen zehn von Nann’Engel, fünf von Mengia Bivrun aus Brail und je eines von Anna Cavegn-Giovanoli und Anna Maria Coray (Bever).
Einige der von Gian Bundi gesammelten Märchen gibt es in allen vier Landessprachen der Schweiz. 1938 erschien ein Band mit Bundischen Märchen in Französisch (La boîte aux six Merveilles et autres conte, Übersetzung: Edgar Piguet-Lansel), 1971, im Rahmen der Neuausgabe der Engadiner Märchen, auch in Italienisch. Neben diesen Sammlungen sind die Bundischen Märchen in verschiedenen Märchensammlungen der Schweiz und Europas erschienen (siehe Werkverzeichnis am Ende des Artikels).
Bezüglich der Illustrationen der Engadiner Märchen, die von Giovanni Giacometti gemacht wurden, ist anzumerken, dass der Kontakt Bundi – Giacometti mit grosser Wahrscheinlichkeit von Josef Viktor Widmann, Literatur- und Kunstkritiker beim Bund und damit Kollege von Gian Bundi, hergestellt worden ist. Widmann kannte Ferdinand Hodler persönlich, und im Hodlerschen Atelier in Oschwand haben sich Gian Bundi und Giovanni Giacometti das erste Mal getroffen. Für Bundi war Giacometti ein Glücksfall, war er einer der besten Illustratoren seiner Zeit. Zudem war er, als Bergeller, mit dem Oberengadin vertraut. Widmann seinerseits war es auch, der 1901 die aus dieser Zusammenarbeit hervorgegangene Märchenausgabe der Engadiner Märchen besprochen hat.
Kommerziell waren die Engadiner Märchen vermutlich eher ein Misserfolg. Das lässt sich daraus schliessen, dass in Deutsch zwei Bände mit sieben Märchen (Band 1 vier Märchen / Band 2 drei Märchen) auf den Markt gekommen sind, in Romanisch hingegen nur Band 1. Ein Band kostete Fr. 4.50, was damals (um 1901) viel Geld war.
Gian Bundi hat – neben Libretti, die er übersetzt hat – eigene Libretti geschrieben, die z. T. auf den Engadiner Märchen basieren, dazu gehören Die schöne Bellinda (1916), Musik: Hans Huber, Der gläserne Berg (1916/1917), Musik: Hans Huber, unvollendet, Tredeschin (Version 1 1919, Version 2 1937, Musik: Karl Heinrich David, Version 3 2004, Musik: Gion Antoni Derungs), Blaubart, Neufassung des Textes (1920), Musik: Jacques Offenbach. Die schöne Bellinda und Blaubart wurden zwischen 1916 und 1920 in Bern, Basel und Zürich mit mässigem Erfolg aufgeführt.
Gian Bundi interessierte sich auch für Historisches und Lokalhistorisches. Viele seiner Beiträge behandeln Themen, die mit Graubünden und im Speziellen mit dem Oberengadin zu tun haben. Und viele seiner historischen Publikationen wurden für Fachpublikationen geschrieben. Mit seinem Einsatz für die rätoromanische Sprache und Kultur hat Gian Bundi dazu beigetragen, dass Rätoromanisch 1938 den Status einer Nationalsprache erhalten hat.

## Werke

### Märchen
- Parevlas engiadinaisas. Publichedas da Gian Bundi. In: Annalas XV (1901) S. 215–247, XVI (1902) S. 337–353, XVIII (1904) S. 269–298 und XX (1906) S. 133–163
- Engadiner Märchen. Illustriert von Giovanni Giacometti. Polygraphisches Institut, Zürich. Ohne Jahr. Band 1 und 2
- Parevlas Engiadinaisas. Quintedas da Gian Bundi. Illustredas da Giovanni Giacometti.  Polygraphisches Institut, Zürich o. J.
- Des Esels Ei. In: Schweizerisches Archiv für Volkskunde. Basel 1907, S. 140–141.
- Aus dem Engadin. Illustriert von Hans Eggimann. Bern 1913.
- L'homin sulvadi. Raccolta. In: Dun da Nadal, 1913, S. 19–26.
- The beggars of Ponte.  In: René Thiessing: Swiss Tourist Almanac. Winter 1921/22. Hrsg. Swiss Tourist Information Office, Zürich/Lausanne. Otto Walther, Olten 1921.
- Tredeschin. Parevla. In: Dun da Nadal. 1922, S. 22–30.
- La signuria dal munt da vaider. In: Dun da Nadal, 1926, S. 23–28.
- Cumper uors e cumer vuolp. In: Dun da Nadal, 1927, S. 32–35.
- Märchen aus dem Bündnerland. Schweizerische Gesellschaft für Volkskunde, Basel 1935.
- La boîte aux six Merveilles et autres contes.  Légendes engadinoises. Receuillis par Gian Bundi et Chasper Bardola, mis en français par Edgar Piguet-Lansel. Dessins de Etienne Tach. Neuchâtel, ohne Jahr.
- Parevlas engiadinaisas. Cuverta ed illustraziuns da Turo Pedretti. OSLG Nr. 100, intuorn 1941.
- Der Drache im schwarzen Walde und andere Märchen aus dem Engadin. eEzählt von Gian Bundi, ausgewählt von Karl Lendi, Umschlag und Bilder von Paul Hilber. SJW Nr. 191, 1945.
- Märchen aus dem Bündnerland. Rascher, Zürich 1955.
- Engadiner Märchen. Neu bearbeitet von Berta Schorta-Gantenbein. Illustriert von Giovanni Giacometti. Samedan 1971. Neuauflage 2005.
- Fiabe engiadinesi. Illustrate da Giovanni Giacometti. Tradotte da Renato Stampa. Samedan 1971.
- Parevlas Engiadinaisas. Quintedas da Gian Bundi. Adattedas al rumauntsch dad hoz da Domenica Messmer. Illustredas da Giovanni Giacometti. Samedan 1971.
- Il dragun aint il mulin: üna parevla. Tradütta dad Anita Gordon-Steinrisser. In: Dun da Nadal, 1982, S. 15–23.
- Des Esels Ei und die Drachen / L'öv da l'esan e'ls draguns: Märchen aus dem Engadin / Parevlas da l'Engiadina. Illustrationen von Hans Eggimann. Chur 2007.

### Literarische Werke
- Nr.17! Ein Stück aus dem Tierbuch. Bern 1913.
- Engadiner Nelken. Chur 1920.

### Biographische Werke
- Hans Huber. Die Persönlichkeit nach Briefen und Erinnerung. Basel 1925.

### Libretti
- Die schöne Bellinda. Romantische Oper in 3 Akten. H. Jent, Bern 1916

### Autobiographisches
- Eine Frühlingsfahrt in Oberitalien. In: Neue Zürcher Zeitung, Mai 1908
- Wintertage in Paris. Sonderdruck aus dem Bund, 1914  (Der Bund Nr. 123, 125, 127, 129, 131, 133)
- Tagebuchblätter aus den Ferien (23.–27. Juli 1915) . Sonderabdruck aus dem Bund, Bern 1915.
- In Wien zu Kriegszeiten. Sonderdruck aus dem Bund, 1917 (8.–11. November 1917)
- Sommertage in Deutschland. In: Der Bund, Bern 1926, Nr. 304, 306, 308 und 310.
- In deutschen Fürsten- und Bürgerstädten. Sonderdruck aus dem Bund, 1931.
- Eine Fahrt in die venetianische Terra Firma. Sonderdruck aus dem Bund, 1933 (25., 26. und 28. Mai 1933)
- Nebel, Sonne und Wein im Elsass. Sonderdruck aus dem Bund, 1933 (28. und 30. November, 1. Dezember 1933)

### Historisches
- Ils tschantamaints della vschinauncha da Bever nel 16vel secul. Publichos da Gian Bundi. In: Annalas. XVII, 1903, S. 171–208.
- Der Kirchengesang in der Engadiner Gemeinde Zuoz. Ein kulturhistorisches Unikum. Separatdruck aus der Schweizerischen Musikzeitung und Sängerblatt, 1907, Nr. 34–36.
- Kirchengesang im Engadin. In: Schweizerische Musikzeitung und Sängerblatt, 1908, Nr. 21, S. 212.
- Der Engadiner Gemsjäger Gian Marchett Colani. Das Urbild zu J. C. Heers Markus Paltram. In: Offizielle Festzeitung für das Eidgenössische Schützenfest in Bern 1910. Nr. 6, S. 142–145,
- Die Geschichte eines Gabentempels (des Gabentempels in Chur 1842). In: Offizielle Festzeitung für das Eidgenössische Schützenfest in Bern 1910, Nr. 6, S. 148–149,
- Erziehung im Hochgebirge. In: Die Schweiz, 1913, Nr. 20, S. 478–479,
- Albert Weltis Landsgemeinde-Freske im Ständeratssaal in Bern. In: Die Kunst für Alle, 1915, Heft 13/14, S. 241–246,
- Dr. Johann v. Planta-Räzüns und sein Lehnsherr. Ein Beitrag zur Geschichte des Planta-Prozesses. Separatdruck aus dem Bündnerischen Monatsblatt, 1916,
- Auf den Spuren des Hans Ardüser. In: Schwizerhüsli, Liestal 1917, Nr. 39, S. 613–617,
- Das Geständnis des Dr. Johann Planta. Zum Planta-Prozess des Jahres 1572. Separat-Abdruck aus dem Bündnerischen Monatsblatt, 1920, Nr. 3.
- Romansch in the Grisons. In: René Thiessing: Swiss Tourist Almanac. Winter 1921/22. Hrsg. Swiss Tourist Information Office, Zürich/Lausanne. Druck: Otto Walther, Olten 1921.
- Auswanderung und heimische Kultur in Bünden. In: Der Bund, 1925, Nr. 531.
- Las Agnas. Ein kulturhistorischer Streifzug ins Oberengadin. Separat-Abdruck aus dem Bündnerischen Monatsblatt, 1925.
- Bernischer Orchesterverein 1877–1927. Zum fünfzigsten Jahrestag seiner Gründung. Festschrift. 1927.
- Ein Vorschlag, die räto-romanische Sprache in Bünden abzuschaffen. In: Der Bund, Bern 1927, Nr. 195.
- Gieri la Tscheppa aus dem Bündnerischen Schamsertal und seine Märchen. In: Schweizerisches Archiv für Volkskunde. Nr. 33, Basel 1934, S. 166–178.

### Liedtexte, Übersetzungen
- Ladinische Dichtungen. Übertragen von Gian Bundi. In: Heimatschutz (Ladinische Nummer) 1918, Nr. 11/12, S. 138–140.
- Die Sizilianische Vesper. Drama in fünf Akten von E. Scribe und C. Duveyrier. Übertragung ins Deutsche von Gian Bundi. Ricordi, Leipzig 1930.
- Iphigenie auf Tauris. Tragödie in vier Akten von Nicolas François Guillard. Musik von Christoph Willibald Gluck. Deutsche Bearbeitung von Gian Bundi. Buchdruckerei Fritz Pochon-Jent, ohne Jahr.
- Duos chanzuns rumantschas da Jachen Luzzi. Walther Geiser (Musik) und Gian Bundi (Übersetzung). 1936.
- Drei Lieder für Männerchor – Trais chanzuns per cor viril. Nach romanischen Texten von Gian Fadri Caderas und Peider Lansel. Fritz Gersbach (Musik) und Gian Bundi  (Übersetzung). Hug, 1933.
- Die einsame Arve – Il schiember solitari. Romanischer Text von Alois Tuor. Hans Lavater (Musik) und Gian Bundi (Übersetzung). Hug, 1929.
- Emil Töndury (Musik) und Gian Bundi (Übersetzung):
  - Larmas – Tränen.
  - Il comün nel silenzi – Nacht im Dorfe.
  - Stervera d'amur – Liebesschnupfen.
  - Nel ester – In der Fremde.
  - La lavina – Die Lawine.
  - Tramunt – Altjahresnacht.
  - Wiegenlied (ohne romanischen Titel)
  - A mia Rezia – Mein Bündnerland. 1930.
- Wilhelm Vital: Gian Pitschen dal chapè agüz. Ün pêr queders our da la parevla «L'homin sulvedi» da Gian Bundi. Separatdruck aus dem Dun da Nadal, 1939.
- Unsere Erde. Lied für 3-stimmigen Chor. Freie Umarbeitung des Winzerfestes von 1927, Dichtung von Pierre Girard. Gustave Doret (Musik), Gian Bundi (Übersetzung).
- Honegger, Arthur: Cris du monde (Der Welten Schrei), Poème de René Bizet. Deutsche Übertragung von Gian Bundi. Maurice Sénart, Paris 1931.

### Nachrufe
- Professor J. K. Muoth. In: Der Bund, Bern 1906, Nr. 314.
- Giovannes Mathis, ein Engadiner Dichter. In: Der Bund, Bern 1912, Nr. 368.
- Richard La Nicca. In: Bündnerisches Monatsblatt, 1919, Nr. 1, S. 110–113.
- Richard La Nicca. In: Die Berner Woche in Wort und Bild, 1919, Nr. 12, S. 143.
- Professor Bernhard Niggli. In: Der Bund, Bern 1935, Nr. 207,  S. 3.

### Handschriftliches
- Drei Briefe von Gian Bundi an Giovanni Giacometti. Brief 1 datiert: Bevers, den 5. Oktober 1901, Brief 2: Bern, den 12. Oktober 1901 und Brief 3: Bern, den 30. November 1901. Alle drei Briefe von Herrn Bruno Giacometti, Zollikon/Maloja leihweise Herrn Peider Andri Parli, Malix (Schweiz), überlassen
- Brief Gian Bundis an Richard Menzel-Giamara vom 10. November 1921 (UB Basel, Autogr. Menzel II, Bundi G, 1921.11.10).
- Brief Gian Bundis an Friedrich Klose vom 29. November 1922 (Katalogisat in HAN).

### Hauptquelle
- Peider Andri  Parli: Gian Bundi. Der Engadiner Märchensammler und -herausgeber im Spiegel seiner Werke. Lizentiatsarbeit in rätoromanischer Sprache und Literatur, Universität Zürich, 1988

### Nachrufe und Würdigungen mit Verfasserangabe
- Reto R. Bezzola: Litteratura dals Rumauntschs e Ladins. Lia Rumantscha, Chur 1979, S. 382, 818.
- Anton Fonio:  Gian Bundi. In: Chalender Ladin. Publichà tras l'Uniun dals Grischs. 1938, S. 26–29.
- Max Grütter: Der Bund. Ein Rückblick bei Vollendung des Hundertsten Jahrganges 1850–1950. Bern 1950.
- Tobias Hoffmann-Allenspach: Gian Bundi. In: Andreas Kotte (Hrsg.): Theaterlexikon der Schweiz. Band 1, Chronos, Zürich 2005, ISBN 3-0340-0715-9, S. 301.
- Hugo Marti: Gian Bundi. In: Der Bund, Bern, 28. Dezember 1936, Nr. 605.
- Friedrich Pieth (Hrsg.): Bündnerisches Monatsblatt, Chur, Januar 1937, S. 31.
- Edgar Refardt: Erinnerungen an Gian Bundi. In: Basler Nachrichten, 29. Dezember 1936, 1. Beilage zu Nr. 358.
- Edgar Refardt und Willi Schuh: Schweizer Musikerlexikon. Zürich 1939, S. 34.
- Edgar Refardt: Ergänzungen und Berichtigungen zum Historisch-Biographischen Musikerlexikon der Schweiz 1928, Maschinenschrift, abgeschlossen 1941.
- Bernhard Schmid: Gian Bundi (1872–1936) . In: Korrespondenzblatt der Schweizerischen Gesellschaft für Volkskunde, Basel 1937, S. 30.
- Samuel  Singer: Gian Bundi, der Märchenerzähler und Volkskundler. In: Der Bund, Bern, Dienstag, 29. Dezember 1936, Nr. 608.
- Enrico Tung: In memoria da Gian Bundi. In: Fögl d'Engiadina, nr. 2, venderdi, 8 schner 1937, Engadin Press, Samedan/St. Moritz.
- Enrico Tung: In memoria da Gian Bundi. In: Gazetta Ladina, Nr. 1, 1937.
- Enrico Tung: Gian Bundi. In: Annalas. 52, 1938, p. 176–178.
- Welti, Jakob: Gian Bundi. In: Neue Zürcher Zeitung, 28. Dezember 1936.

### Nachrufe und Würdigungen ohne Verfasserangabe
- Abschied von Gian Bundi. In: Der Bund, Bern, 31. Dezember 1936, Nr. 611.
- Berichte und Notizen. Darin kurzer Nekrolog auf Gian Bundi. Gebr. Hug, Zürich.
- Gian Bundi. In: Basler Nachrichten, 28. Dezember 1936, Nr. 356.
- Gian Bundi als Sekretär des Bernischen Orchestervereins. In: Der Bund, Bern, 30. Dezember 1936, Nr. 610
- Gian Bundi. In: Schweizerisches Zeitgenossen-Lexikon. Begründet und redigiert von Hermann Aellen. Gotthelf-Verlag, Bern/Leipzig, 2. Ausgabe 1932.
- Zum Gedenken (an Gian Bundi) . In: Sängerblatt des Männerchor Chur, Nr. 1, 1937, S. 15/17
- Jahresbericht 1936/37 des Bernischen Orchestervereins, S. 1.

### Andere Quellen
- Erinnerungen von Frau Augusta Hartmann geb. Cavegn. Aufzeichnung des Jahres 1933. Rätoromanisches Original (Handschrift) und deutsche Übersetzung (Maschinenschrift) von Frau Ines Gartmann, Zuoz/Zernez, im Besitz von Theodor Hartmann, Chur.
- Augusta Hartmann-Cavegn. 17. Juli 1877–6. September 1953. Ihren Freunden zur Erinnerung. Totenpredigt für Frau Augusta Hartmann-Cavegn, gehalten von Herrn Pfr. Facchetti. Maschinenschrift. Im Besitze von Theodor Hartmann, Chur

### Märchensammlungen mit Bundi-Märchen
- Nossas tarablas – Nossas parevlas. Lia Rumantscha, 2. Ausg. 1965, S. 118–121, 190–195.
- Leza Uffer: Rätoromanische Märchen und ihre Erzähler. Basel 1945, S. 156–165.
- Leza Uffer: Las tarablas da Guarda. Schriften der Schweizerischen Gesellschaft für Volkskunde, Band 51, Basel 1970, S. 20–26.